# Suka Rende
Suka Rende is een bestuurslaag in het regentschap Deli Serdang van de provincie Noord-Sumatra, Indonesië. Suka Rende telt 2834 inwoners (volkstelling 2010).